# 3748 Tatum
3748 Tatum eller 1981 JQ är en asteroid i huvudbältet som upptäcktes den 3 maj 1981 av den amerikanske astronomen Edward L.G. Bowell vid Anderson Mesa Station. Den är uppkallad efter den kanadensiske astronomen Jeremy B. Tatum.